# Olga Valerjevna Medvedceva
Olga Valerjevna Medvedceva (oroszul: Ольга Валерьевна Медведцева-Пылёва; Krasznojarszk, 1975. július 7. –) korábbi nevén Olga Piljova, orosz sílövő. A civil életben sportedzőként tevékenykedő sportoló 1998-óta szerepel különböző nemzetközi sílövő versenyeken.
A világkupában, a 2003/04-es sorozatban az összetett második helyen végzett, a következő idényben, 2004/05-ben, pedig a harmadik helyet szerezte meg. A világbajnokságon 2000-ben indult először, és az orosz váltó tagjaként aranyérmes lett. Ezzel együtt hat alkalommal nyer világbajnoki címet, és további két alkalommal végzett második helyen, illetve egyszer lett harmadik.
Olimpián 2002-ben indult első alkalommal, ahol megnyerte az üldözőversenyt, az orosz csapattal pedig harmadik lett váltóban. 2006-ban, a torinói olimpián az egyéni indításos versenyszámban ezüstérmet szerzett, viszont az elvégzett doppingtesztjének pozitív eredménye lett, a leadott mintájában nagy koncentrációjú karfedont találtak. A Nemzetközi Olimpiai Bizottság a sportoló érmét elvett és kizárta az olimpiáról, ezen felül kétéves eltiltást is kapott a versenyekről.
Visszatérésére a nemzetközi sportéletbe 2008-ban került sor, amikor indult a csehországi Nove Mesto-ban megrendezett Európa-bajnokságon. Azóta rendszeres résztvevője a világkupa fordulóinak. A 2009-ben megrendezett világbajnokságon az orosz váltóval aranyérmet nyert.
2010-ben indult az olimpiai játékokon, ahol az orosz váltó tagjaként a dobogó legfelső fokán végzett.

## Eredményei

### Olimpia
| Év   | Világbajnokság | Versenyszám  | Versenyszám      | Versenyszám         | Versenyszám         | Versenyszám | Versenyszám |
| Év   | Világbajnokság | Egyéni 15 km | Sprint 7,5 km    | Üldözőverseny 10 km | Tömegrajtos 12,5 km | Váltó 6 km  |             |
| ---- | -------------- | ------------ | ---------------- | ------------------- | ------------------- | ----------- | ----------- |
| 2002 | Salt Lake City | 4            | 8                | 1                   | ----                | 3           |             |
| 2006 | Torino         | Kizárták     | Nem állt rajthoz | ----                | ----                | ----        |             |
| 2010 | Vancouver      | 21           | 22               | 20                  | 4                   | 1           |             |

### Világbajnokság
| Év   | Világbajnokság    | Versenyszám  | Versenyszám   | Versenyszám         | Versenyszám         | Versenyszám | Versenyszám         |
| Év   | Világbajnokság    | Egyéni 15 km | Sprint 7,5 km | Üldözőverseny 10 km | Tömegrajtos 12,5 km | Váltó 6 km  | Vegyes váltó 7,5 km |
| ---- | ----------------- | ------------ | ------------- | ------------------- | ------------------- | ----------- | ------------------- |
| 2000 | Oslo Holmenkollen | 11           | ----          | ----                | 11                  | 1           | ----                |
| 2001 | Pokljuka          | 13           | 7             | 4                   | 7                   | 1           | ----                |
| 2002 | Oslo Holmenkollen | ----         | ----          | ----                | 2                   | ----        | ----                |
| 2003 | Hanti-Manszijszk  | ----         | 36            | 30                  | 14                  | ----        | ----                |
| 2004 | Oberhof           | 1            | 45            | 24                  | 24                  | 2           | ----                |
| 2005 | Hochfilzen        | 6            | 6             | 4                   | 3                   | 1           | ----                |
| 2005 | Hanti-Manszijszk  | ----         | ----          | ----                | ----                | ----        | 1                   |
| 2009 | Phjongcshang      | 19           | 21            | 14                  | 9                   | 1           | ----                |

### Világkupa
| Összesített eredmény | Összesített eredmény | Összesített eredmény | Összesített eredmény | Összesített eredmény | Összesített eredmény | Összesített eredmény | Összesített eredmény | Összesített eredmény | Összesített eredmény |
| Idény                | 1999/00              | 2000/01              | 2001/02              | 2002/03              | 2003/04              | 2004/05              | 2005/06              | 2008/09              | 2009/10              |
| -------------------- | -------------------- | -------------------- | -------------------- | -------------------- | -------------------- | -------------------- | -------------------- | -------------------- | -------------------- |
| Helyezés             | 20                   | 7                    | 4                    | 10                   | 2                    | 3                    | 28                   | 17                   | 13                   |

| 1999/00    | Oberhof Váltó Oslo Holmenkollen Váltó (VB) | Ruhpolding Váltó Antholz-Anterselva Váltó Lahti Váltó Hanti-Manszijszk Sprint                                                      | Ruhpolding Sprint Hanti-Manszijszk Üldözőverseny                                                       |
| 2000/01    | Pokljuka Váltó (VB) | Pokljuka/Antholz-Anterselva Sprint Antholz-Anterselva Sprint Antholz-Anterselva Váltó                                              | Pokljuka/Antholz-Anterselva Váltó Ruhpolding Váltó                                                     |
| 2001/02    | Salt Lake City Üldözőverseny (O) | Hochfilzen Váltó Pokljuka Üldözőverseny Breznóbánya Tömegrajtos Oberhof Sprint Ruhpolding Váltó Oslo Holmenkollen Tömegrajtos (VB) | Salt Lake City Váltó (O)                                                                               |
| 2002/03    | Ruhpolding Váltó Antholz-Anterselva Váltó Lahti Sprint Oslo Holmenkollen Váltó                                                                                  | Oberhof Váltó | Östersund Sprint Östersund Váltó Ruhpolding Sprint Östersund Egyéni                                    |
| 2003/04    | Oberhof Egyéni (VB) Lake Placid Sprint Lake Placid Üldözőverseny Fort Kent Tömegrajtos Oslo Holmenkollen Sprint Oslo Holmenkollen Üldözőverseny                 | Kontiolahti Váltó Breznóbánya Üldözőverseny Ruhpolding Váltó Oberhof Váltó (VB)                                                    | Breznóbánya Egyéni Pokljuka Üldözőverseny Ruhpolding Üldözőverseny                                     |
| 2004/05    | Beitostolen Váltó Ruhpolding Váltó Ruhpolding Sprint Ruhpolding Üldözőverseny Cesana San Sicario Váltó Hochfilzen Váltó (VB) Hanti-Manszijszk Vegyes váltó (VB) | Beitostolen Üldözőverseny Oslo Holmenkollen Sprint Oberhof Váltó Cesana San Sicario Egyéni Pokljuka Tömegrajtos                    | Östersund Üldözőverseny Antholz-Anterselva Egyéni Hochfilzen Tömegrajtos (VB)                          |
| 2005/06    | | Hochfilzen Váltó Oberhof Tömegrajtos                                                                                               | Östersund Váltó                                                                                        |
| 2006/07    | | | |
| 2007/08    | | | |
| 2008/09    | Phjongcshang Váltó (VB) | Oberhof Tömegrajtos | Vancouver Váltó                                                                                        |
| 2009/10    | Oberhof Váltó Vancouver Váltó (O) | Östersund Sprint Östersund Váltó Ruhpolding Sprint Ruhpolding Váltó                                                                | |
| Összesítés | Egyéni: 1 Sprint: 4 Üldözőverseny: 4 Tömegrajtos: 1 Váltó: 13 Vegyes váltó: 1 ------------ Összesen: 24                                                         | Egyéni: 1 Sprint: 7 Üldözőverseny: 3 Tömegrajtos: 5 Váltó: 14 Vegyes váltó: 0 ------------ Összesen: 30                            | Egyéni: 3 Sprint: 3 Üldözőverseny: 4 Tömegrajtos: 1 Váltó: 6 Vegyes váltó: 0 ------------ Összesen: 17 |

- O - Olimpia és egyben világkupa forduló is.
- VB - Világbajnokság és egyben világkupa forduló is.